# Abràmovka (Vladímir)
|  | Per a altres significats, vegeu «Abràmovka». |

Abràmovka (en rus: Абрамовка) és un poble de l'óblast de Vladímir, a Rússia, que en el cens del 2010 tenia 16 habitants. Pertany al districte de Koltxúguino.